# یوژف شاکوویچ
یوژف شاکوویچ (انگلیسی: József Sákovics; ۲۶ ژوئیهٔ ۱۹۲۷ – ۲ ژانویهٔ ۲۰۰۹) ورزشکار شمشیربازی اهل مجارستان بود.
وی در مسابقات کشوری و بین‌المللی در مجموع برندهٔ ۱ مدال نقره، ۲ مدال برنز شده‌است.